# Germantown (condado de Washington, Wisconsin)
Germantown es un pueblo ubicado en el condado de Washington en el estado estadounidense de Wisconsin. En el Censo de 2010 tenía una población de 254 habitantes y una densidad poblacional de 55,78 personas por km².

## Geografía
Germantown se encuentra ubicado en las coordenadas 43°16′37″N 88°9′28″O / 43.27694, -88.15778. Según la Oficina del Censo de los Estados Unidos, Germantown tiene una superficie total de 4.55 km², de la cual 4.55 km² corresponden a tierra firme y (0%) 0 km² es agua.

## Demografía
Según el censo de 2010, había 254 personas residiendo en Germantown. La densidad de población era de 55,78 hab./km². De los 254 habitantes, Germantown estaba compuesto por el 98.82% blancos, el 0% eran afroamericanos, el 0% eran amerindios, el 0.39% eran asiáticos, el 0% eran isleños del Pacífico, el 0% eran de otras razas y el 0.79% pertenecían a dos o más razas. Del total de la población el 0% eran hispanos o latinos de cualquier raza.